# Guillaume Henry (styliste)
Ne pas confondre avec l'écrivain, historien du cheval, Guillaume Henry
Guillaume Henry est né à Chaumont, France, le 18 décembre 1978. 
Il intègre les Beaux-Arts de Troyes avant d’étudier la mode à l’école Duperré, puis à l’Institut Français de la Mode.
Après l’obtention de son diplôme, il fait ses armes chez Givenchy aux côtés de Julian MacDonald et de Riccardo Tisci, puis chez Paule Ka pendant 3 ans.
En 2009, à tout juste 30 ans, il prend la direction artistique de la maison Carven.
Revisitant le prêt-à-porter de la marque historique, il lui insuffle un style plus moderne et frais. Il réveille Carven qui devient incontournable et connait un succès commercial dès sa première collection.
En 2015, Guillaume Henry est nommé directeur de la création de Nina Ricci, pour laquelle il imagine un vestiaire empreint de délicatesse, plus sophistiqué et néanmoins ancré dans son époque.
En septembre 2018, le groupe LVMH nomme Guillaume Henry directeur artistique de la maison Jean Patou, devenue Patou. Il a présenté sa première collection pendant la Semaine de la Mode à Paris en septembre 2019.

## Biographie
Guillaume Henry, troisième fils d'un père employé de banque et d'une mère enseignante, né à Chaumont en 1978, et grandi à Humes en Haute-Marne. À neuf ans, il dit déjà vouloir être styliste et être passionné par Christian Lacroix. Il reçoit, de ses parents, sa première machine à coudre à douze ans, ainsi que son premier mannequin de bois à quatorze. Il s'installe à Paris dans les années 1990.
Il suit des études un an aux Beaux-Arts à Troyes, puis à Duperré,, et à l’Institut français de la mode. Il décide à 21 ans, sans même avoir validé son diplôme, de se lancer sous son propre nom dans le prêt-à-porter. Acte prématuré, le succès n'est pas au rendez vous et il précise qu'il a alors « dû laisser tomber après trois saisons. ». Il entre comme stagiaire et travaille trois ans pour la marque Givenchy, puis de nouveau trois autres pour Paule Ka.

### Carven
Guillaume Henry, alors âgé de 30 ans, intègre Carven en 2009. « Que des robes, plus de couture » dira-t-il de la Maison à la suite de son travail chez Paule Ka. 
Dès sa première collection, il se fait remarquer par les rédactrices de mode,. Il « relance » la marque ; Guillaume Henry « réussit non seulement à ressusciter l’esprit de la marque mais à la porter aux premiers rangs de la mode, en faisant de Carven une des griffes les plus en vogue du moment. » Bien que styliste de prêt-à-porter, il conserve l'ancien atelier de haute couture de la marque afin d'élaborer ses créations. Affublé de diverses dénominations par la presse, il devient « le Petit Nicolas de la mode », le « nouvel enfant chéri de la mode française », « la coqueluche des rédactrices de mode » ou le « chouchou, ». 
Il obtient un succès d'estime, ainsi qu'un succès commercial pour Carven, et la large reconnaissance des médias. De plus, Guillaume Henry est soutenu par Anna Wintour, et l'édition américaine de Vogue du mois septembre 2012 le cite comme l'une des 120 personnes les plus influentes de la mode,.
Refusant la mode conceptuelle, préférant les traditionnelles robes, une constante pour le créateur, ou chemisiers, il présente depuis plusieurs saisons une mode qualifiée de « féminine, » à la « silhouette épurée ».
Après s'être occupé du prêt-à-porter féminin, il prend en charge la gamme pour homme, et présente sa première collection masculine « été 2013 » à Florence en 2012, jour qu'il décrit comme le « plus beau jour de [s]a vie professionnelle ». Au total, il s'occupe de six collections par an jusqu'en septembre 2014 où il quitte la marque,.

### Nina Ricci
Guillaume Henry est nommé directeur de création chez Nina Ricci en octobre 2014. Il quitte la maison de couture en mars 2018.

### Patou
Guillaume Henry est chargé en septembre 2018 de relancer la griffe Jean Patou mise en sommeil en 1987 après son rachat par le groupe LVMH - Moët Hennessy Louis Vuitton. Il y créée, entre autres, deux sacs, fabriqués avec le surplus de cuir inutilisés, qui vont être remarqués : le « Patou », puis le « JP » plus petit. En parallèle, il dessine les uniformes du personnel de l'hôtel Cheval Blanc Paris appartenant également à LVMH ainsi que des vêtements pour le personnel de l'hôtel SO/Paris.